# Премія Денні Гайнемана (Геттінген)
Пре́мія Де́нні Га́йнемана (нім. Dannie-Heineman-Preis) — міжнародна наукова нагорода, яку присуджує Геттінгенська академія наук щодва роки з 1961 року науковцям за нещодавно опубліковану видатну роботу, зокрема на нові та актуальні теми досліджень. Перевага надається молодим вченим природничо-математичних спеціальностей (математика, фізика, хімія, біологія). 
Премію названо на честь Денні Гайнемана, американського філантропа, інженера та бізнесмена, мати якого походила з Німеччини. Переможець премії потребує схвалення Фундацією Мінни та Джеймса Гайнеманів (нім. Die Minna-James-Heineman-Stiftung), заснованою батьками Денні Гайнемана.
Сума грошової винагороди становить 30 000 євро.
Серед нагороджених премією є сім нобелівських лауреатів.

## Лауреати премії
| Рік  | Лауреат                                          |
| ---- | ------------------------------------------------ |
| 1961 | Джеймс Франк (біохімія)                          |
| 1963 | Едмунд Главка (математика)                       |
| 1965 | Георг Віттіг (хімія)                             |
| 1967 | Мартін Шварцшильд (астрофізика)                  |
| 1967 | Гар Гобінд Корана (біохімія)                     |
| 1969 | Брайан Піппард (фізика)                          |
| 1971 | Ніл Бартлетт (хімія)                             |
| 1973 | Ігор Шафаревич (математика)                      |
| 1975 | Філіп Андерсон (фізика)                          |
| 1977 | Альберт Ешенмозер (хімія)                        |
| 1979 | Філіпп Гріффітс (математика)                     |
| 1981 | Жак Фрідель (фізика)                             |
| 1983 | Герд Фалтінгс (математика)                       |
| 1986 | Рудольф Тауер (біологія)                         |
| 1987 | Александр Мюллер (фізика) Ґеорґ Беднорц (фізика) |
| 1989 | Дітер Естерхельт (біохімія)                      |
| 1991 | Жан-П'єр Демайї (математика)                     |
| 1993 | Річард Зейр (хімія)                              |
| 1995 | Дональд Ейглер (фізика)                          |
| 1997 | Регін Каманн (біологія)                          |
| 1999 | Вольфганг Кеттерле (фізика)                      |
| 2001 | Крістофер Каммінз (хімія)                        |
| 2003 | Майкл Нойбергер (біологі)                        |
| 2005 | Річард Лоуренс Тейлор (математика)               |
| 2007 | Бертран Гальперін (фізика)                       |
| 2009 | Джеральд Джойс (біологія)                        |
| 2012 | Кшиштоф Матяшевський (хімія)                     |
| 2013 | Еммануель Кандес (математика)                    |
| 2015 | Андреа Каваллері (фізика)                        |
| 2018 | Андре Грешель (хімія)                            |
| 2019 | Оскар Рендел Вільямс (математика)                |
| 2021 | Віола Прайсманн (фізика)                         |